# حسين سليم العطاري
حسين سليم العطاري (1945-) هو كاتب فلسطيني من ولد في بلدة عرابة في محافظة جنين سنة 1945.

## المسيرة
انتخب حسين سليم العطاري عضوا للجنة الفنية للجامعة خلال سنته الدراسية الأولى.

## كتب
| الاسم                                    | سلسلة                                      | دار النشر                    | الدولة / المدينة  | تاريخ النشر | عدد الصفحات | المصدر |
| ---------------------------------------- | ------------------------------------------ | ---------------------------- | ----------------- | ----------- | ----------- | ------ |
| الأغنية الشّعبية الفلسطينية               |                                            | بيت شعر                      | رام الله          | 2008        | 352         | [ 2 ]  |
| ألعابنا الشعبية الفلسطينية               |                                            | وزارة الثقافة الفلسطينية     | البيرة (رام الله) | 2013        | 148         | [ 3 ]  |
| أغاني الأطفال في التراث الشعبي الفلسطيني |                                            | وزارة الثقافة الفلسطينية     | البيرة (رام الله) | 2014        | 190         | [ 4 ]  |
| الزغاريد                                 |                                            | الرقمية من فلسطين الى العالم | القدس             | 2017        | 154         | [ 5 ]  |
| الدلعونة                                 | سلسلة أغاني الدبكة الفلسطينية الجزء الأول  | الرقمية من فلسطين الى العالم | القدس             | 2017        | 337         | [ 6 ]  |
| غزيّل وجفرا                               | سلسلة أغاني الدبكة الفلسطينية الجزء الثاني | الرقمية من فلسطين الى العالم | القدس             | 2017        | 163         | [ 7 ]  |
| زريف الطول                               | سلسلة أغاني الدبكة الفلسطينية الجزء الثالث | الرقمية من فلسطين الى العالم | القدس             | 2017        | 230         | [ 8 ]  |
| الزغاريد                                 | سلسلة أغاني الدبكة الفلسطينية الجزء الرابع | الرقمية من فلسطين الى العالم | القدس             | 2017        | 154         | [ 5 ]  |